# Scratch ¿ Danske videoeksperimenter 2
|  | Denne artikel er oprettet af botten Steenthbot ud fra en ekstern database. Den kan derfor have sproglige fejl eller mangler. Denne skabelon kan fjernes efter kontrol af indholdet. |

Scratch ¿ Danske videoeksperimenter 2 er en dansk eksperimentalfilm fra 1990 instrueret af Knud Vesterskov, Ulrik Al Brask, Jens Tang og Frants A. Pandal og efter manuskript af Knud Vesterskov.

## Handling
Tre eksperimenter samlet under overskriften »Scratching the Eyes Out. In Three Lessons«. Princippet for scratch er, at man stjæler fra film, tv og reklamebilleder, redigerer dem sønder og sammen og manipulerer med diverse digitale videoeffekter. Massekulturens levende billeder genbruges og nyfortolkes, gamle billeder får ny betydning, ofte gennem ekstatiske ophobninger af visuelt fængende billeder. I »Menschen« er det tilbagevendende bl.a. mennesket som maskine. I »Johnny« og »A Motherly Peepshow« er det ofte en form for arketypiske situationer - i den første med slaveri, i den sidste med kvinden som tema. Antologien indeholder klip fra volds- og pornofilm.